# Säsong i Kairo
Säsong i Kairo (Saison in Kairo) är en tysk komedifilm med musikinslag från 1933 i regi av Reinhold Schünzel, med manus av Walter Reisch. Filmen spelades samtidigt in i en fransk version, Idylle au Caire, med delvis samma skådespelare.

## Handling
Grevinnan Stefanie och affärsmannen Tobby planerar att få sina änkeföräldrar gifta med varandra. Men vad de inte vet är att föräldrarna har exakt samma plan för dem. Filmen utspelas till stor del i Kairo, Egypten.

## Rollista
- Renate Müller – Stefanie von Weidling-Weidling
- Willy Fritsch – Tobby Blackwell
- Leopoldine Konstantin – Ellinor
- Gustav Waldau – Leopold
- Anton Pointner – Ottaviani
- Jakob Tiedtke – Ismael Pascha
- Angelo Ferrari – förste mannen
- Kurt Hagen – andre mannen
- Erik Ode – tredje mannen